# Élise-Daucourt
Élise-Daucourt ist eine französische Gemeinde mit 81 Einwohnern (Stand 1. Januar 2022) im Département Marne in der Region Grand Est. Sie gehört zum Kanton Argonne Suippe et Vesle und zum Arrondissement Châlons-en-Champagne. 

## Geografie
Die Gemeinde Élise-Daucourt liegt am Ostrand der Trockenen Champagne, etwa 35 Kilometer östlich von Châlons-en-Champagne. Sie wird umgeben von folgenden Nachbargemeinden:
| Dommartin-Dampierre | Argers                                      | Verrières |
| Voilemont           | Kompassrose, die auf Nachbargemeinden zeigt | Châtrices |
| Rapsécourt          | Braux-Saint-Remy                            |           |

## Bevölkerungsentwicklung
| Jahr                       | 1962 | 1968 | 1975 | 1982 | 1990 | 1999 | 2008 | 2018 |
| -------------------------- | ---- | ---- | ---- | ---- | ---- | ---- | ---- | ---- |
| Einwohner                  | 166  | 168  | 129  | 95   | 123  | 104  | 106  | 90   |
| Quellen: Cassini und INSEE |      |      |      |      |      |      |      |      |

## Sehenswürdigkeiten
- Kirche Saint-Julien
- Kirche Saint-Nicolas im Ortsteil Daucourt

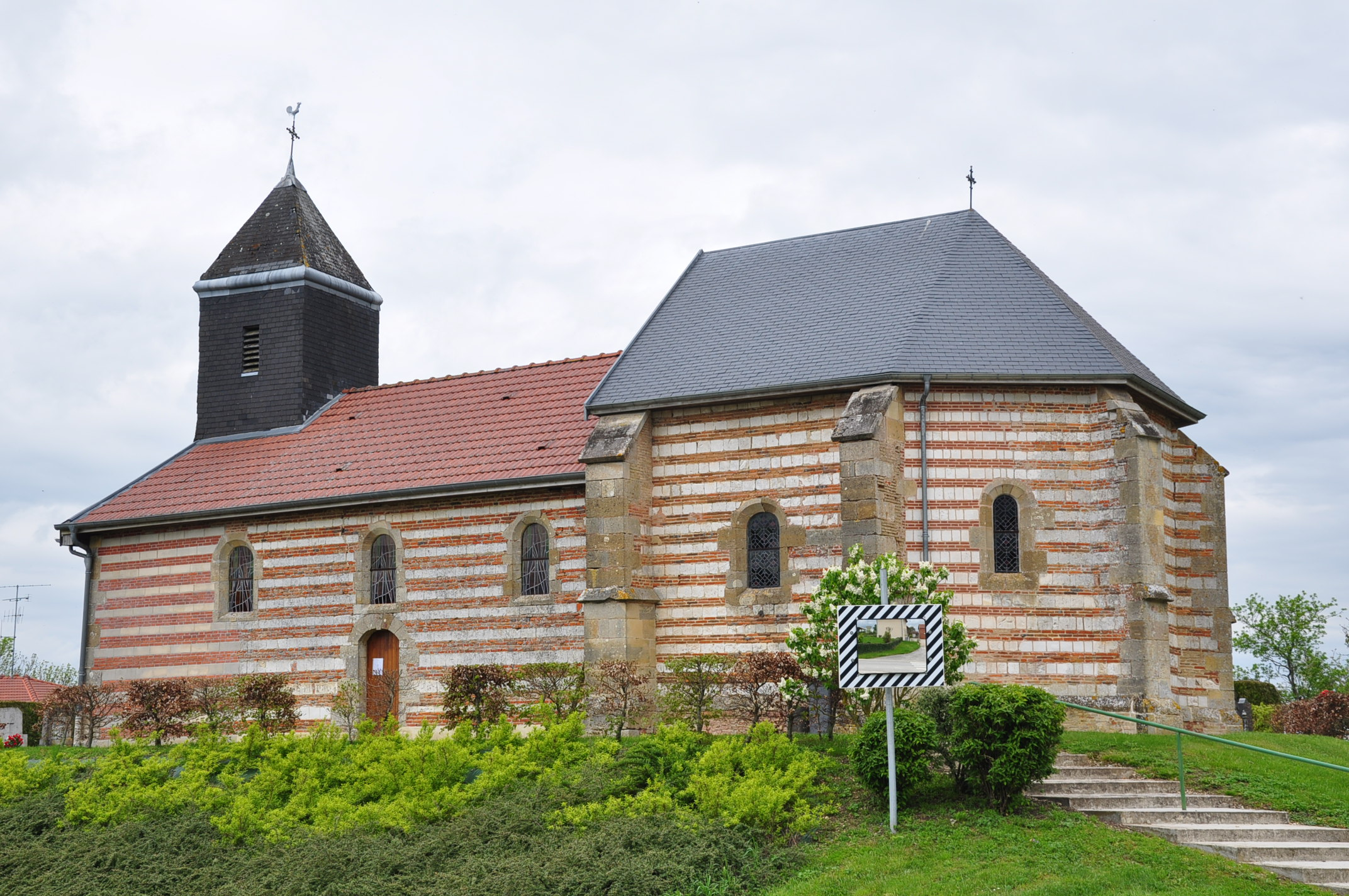
Kirche Saint-Julien

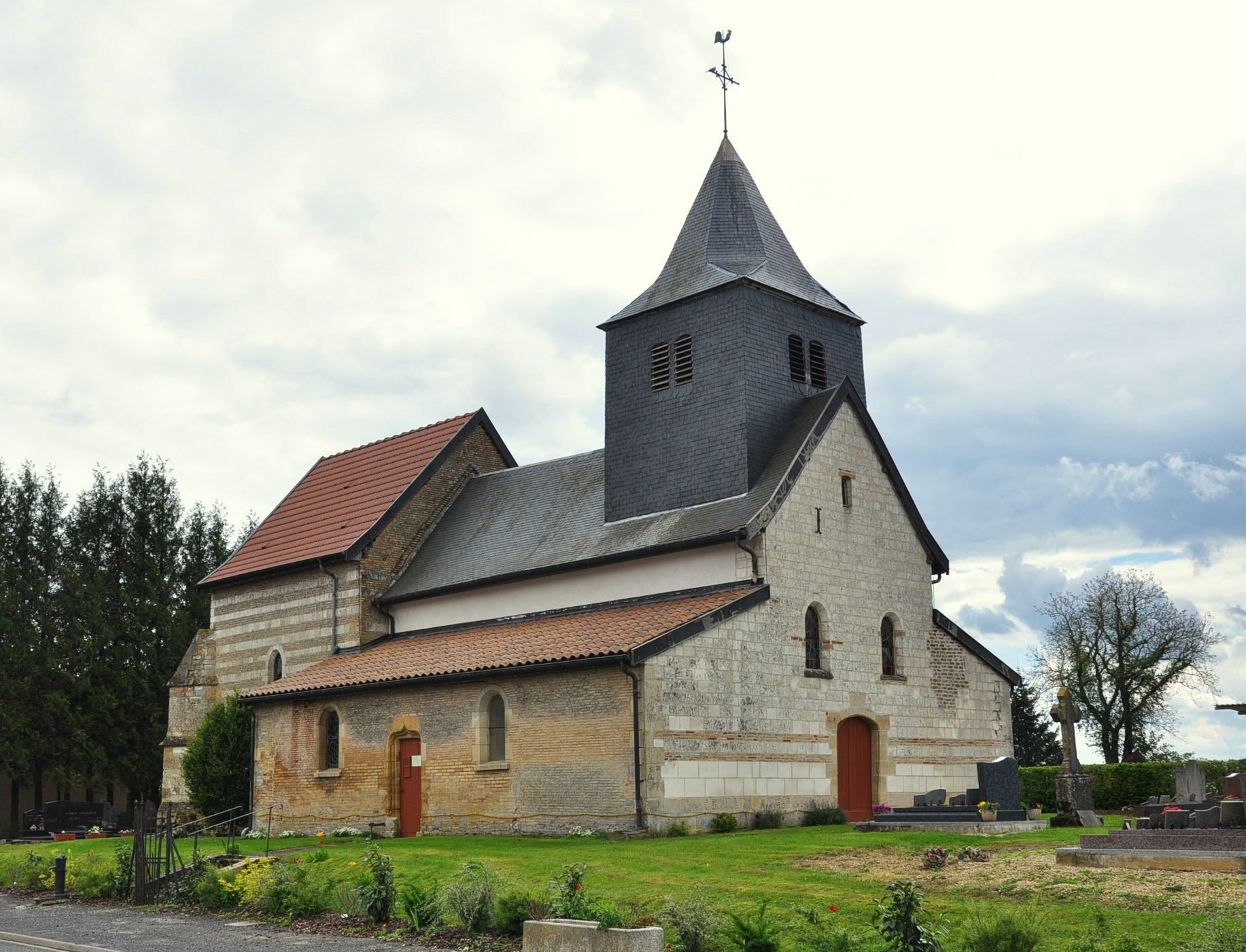
Kirche Saint-Nicolas